# Юсим, Марк Аркадьевич
Марк Аркадьевич Юсим (род. 10 июля 1950) — российский историк. Доктор исторических наук, ведущий научный сотрудник Института всеобщей истории РАН.

## Биография
В 1967—1972 годах учился на историческом факультете МГУ им. Ломоносова, защитил дипломную работу на кафедре Средних веков: «Диалоги о любви» Лоренцо Пизано (научный руководитель Л. М. Брагина). В 1980 году защитил диссертацию на соискание степени кандидата исторических наук, тема «Этика и религия у Макиавелли» (Ленинградский ун-т им. А. А. Жданова, научный руководитель В. И. Рутенбург). С 1989 года — сотрудник Отдела Западноевропейского Средневековья и раннего Нового времени ИВИ АН СССР. В январе 1995 года защитил докторскую диссертацию по теме «Макиавелли в России. Мораль и политика на протяжении пяти столетий».
Иностранный член Американского общества изучения Ренессанса, член редколлегии журнала «Средние века».
Научные интересы: история Средних веков и раннего Нового времени, итальянское Возрождение, история политической мысли, Макиавелли, флорентийская историография, теория истории, переводы текстов и история.

## Основные работы
- Этика Макиавелли. М., Наука, 1990.
- Макиавелли в России. Мораль и политика на протяжении пяти столетий. М., ИВИ РАН, 1998.
- Макиавелли. Мораль. Политика. Фортуна. М., Канон+, 2011.
- История и мораль. М., ИВИ РАН, 2014.
- Гвиччардини Франческо. История Италии. В двух томах / пер. с итал. и подготовка издания М. А. Юсима. — М.: Канон+, РОИИ «Реабилитация», 2019.